# (20604) Vrishikpatil
(20604) Vrishikpatil (1999 RW205) – planetoida z grupy pasa głównego asteroid okrążająca Słońce w ciągu 3,64 lat w średniej odległości 2,37 j.a. Odkryta 8 września 1999 roku.